# 翁金珠
翁金珠（1947年1月31日—），臺灣政治人物，彰化縣人，曾任第一屆第三次增額國民大會代表，第2至4、7屆立法委員和第十四任彰化縣縣長。2002年獲第二屆國立臺北大學傑出校友。

## 生平
翁金珠出身基層公務員家庭，父親曾任職台灣電力公司。曾就讀彰化女中初中部、高雄女子師範學校（今國立高雄師範大學）畢業，國立臺灣師範大學音樂系學士、國立臺北大學企管所EMBA碩士。曾任國中、國小教師十四年。自高雄女師畢業、不滿18歲時到國小任教。20歲時，在教師研習營結識劉峰松，認識半年便結婚。婚後懷孕三個月時，參加「才藝教師調職甄試」，由偏遠線西國校，調到員林鎮青山國校。再通過音樂專長的甄試，調到市區的僑信國校。
1980年，劉峰松為替美麗島事件入獄的黨外人士講公道話，參加國民大會代表選舉。落選之後被中國國民黨當局以「煽惑內亂」的不實罪名判處有期徒刑三年半。劉峰松入獄後，妻子翁金珠代夫參選，兩次參選台灣省議員都落選。
1986年，黨外人士在圓山大飯店召開會議，宣布成立民主進步黨，江鵬堅當選黨主席，113名創黨黨員包括劉峰松、翁金珠夫婦在內。年底第一屆增額國大代表選舉，翁金珠為不讓彰化縣選舉缺席，遂趕辦登記、第三度參加各類選戰，以78,253票當選，成為彰化縣第一席當選民意代表的民進黨黨員，後來又當選立法委員。
1997年首度代表民進黨參選彰化縣縣長，挑戰尋求連任的國民黨籍縣長阮剛猛，以僅僅五千票之差惜敗，為日後捲土重來奠下重要基礎；2001年再次參選便當選第十四屆彰化縣縣長，成為繼周清玉後第二位女縣長、亦為第二位民進黨籍縣長；2005年尋求連任時，因阿扁案大環境不利民進黨，敗給時任國民黨立委卓伯源，與周清玉同樣未能連任。之後在前民進黨主席林義雄強力推薦與勸進下退出新潮流系參選2006年黨主席補選。
2007年5月，由行政院院長張俊雄延攬入閣擔任行政院文化建設委員會主任委員；2008年2月1日，以民進黨推薦之不分區名單回任立委、教育文化專業代表；2009年，再度代表民進黨參選彰化縣縣長，不敵尋求連任的昔日對手卓伯源而再度落選；2012年爭取連任不分區立委，但由於民進黨僅當選十三席，名列第十五名的翁金珠無緣續留立法院。
卸任公職後，翁金珠和劉峰松及女兒在員林市以《堂吉诃德》作者塞凡提斯為名，開設一家賣西班牙海鮮飯的咖啡館。

## 著作
- 文化的流動-記翁金珠行過的文建會
- 咱的故鄉咱的夢-彰化縣跨世紀建設白皮書
- 彰化縣政白皮書-健康、繁榮、美麗
- 專業立委翁金珠國會問政錄
- 翁金珠國會問政錄

## 家庭
- 丈夫：劉峰松，前國史館臺灣文獻館館長，与其育有二男一女。
- 子：劉學軒，作曲家、無雙樂團團長。[3]

## 選舉紀錄
| 年度 | 選舉屆數                         | 選舉區                                 | 所屬政黨   | 得票數    | 得票率 | 當選標記 | 備註 |
| ---- | -------------------------------- | -------------------------------------- | ---------- | --------- | ------ | -------- | ---- |
| 1981 | 第七屆臺灣省議員選舉             | 彰化縣選舉區                           | 無黨籍     | 26,229    | 5.17%  |          |      |
| 1985 | 第八屆臺灣省議員選舉             | 彰化縣選舉區                           | 無黨籍     | 42,570    | 7.88%  |          |      |
| 1986 | 第一屆國民大會代表第三次增額選舉 | 臺灣省第三選舉區                       | 民主進步黨 | 78,253    | 6.00%  |          |      |
| 1992 | 第二屆立法委員選舉               | 彰化縣立法委員選舉區                   | 民主進步黨 | 91,234    | 15.07% |          |      |
| 1995 | 第三屆立法委員選舉               | 彰化縣立法委員選舉區                   | 民主進步黨 | 93,687    | 15.79% |          |      |
| 1997 | 第十二屆彰化縣縣長選舉           | 彰化縣                                 | 民主進步黨 | 285,058   | 48.66% |          |      |
| 1998 | 第四屆立法委員選舉               | 彰化縣立法委員選舉區                   | 民主進步黨 | 59,843    | 9.03%  |          |      |
| 2001 | 第十四屆彰化縣縣長選舉           | 彰化縣                                 | 民主進步黨 | 301,584   | 49.17% |          |      |
| 2005 | 第十五屆彰化縣縣長選舉           | 彰化縣                                 | 民主進步黨 | 270,949   | 40.52% |          |      |
| 2008 | 第七屆立法委員選舉               | 全國不分區及僑居國外國民立法委員選舉區 | 民主進步黨 | 4,556,424 | 34.62% |          |      |
| 2009 | 第十六屆彰化縣縣長選舉           | 彰化縣                                 | 民主進步黨 | 276,897   | 43.63% |          |      |
| 2012 | 第八屆立法委員選舉               | 全國不分區及僑居國外國民立法委員選舉區 | 民主進步黨 | 4,556,424 | 34.62% |          |      |

## 外部連結
- 翁金珠Facebook粉絲團

| 中華民國政府職務 | 中華民國政府職務                                                | 中華民國政府職務 |
| ---------------- | --------------------------------------------------------------- | ---------------- |
| 彰化縣政府       |                                                                 |                  |
| 前任： 阮剛猛    | 彰化縣縣長 第十四屆 2001年12月20日－2005年12月20日              | 繼任： 卓伯源    |
| 行政院           |                                                                 |                  |
| 前任： 邱坤良    | 行政院文化建設委員會主任委員 第九任 2007年5月21日－2008年2月1日 | 繼任： 王拓      |